# World Wide Web

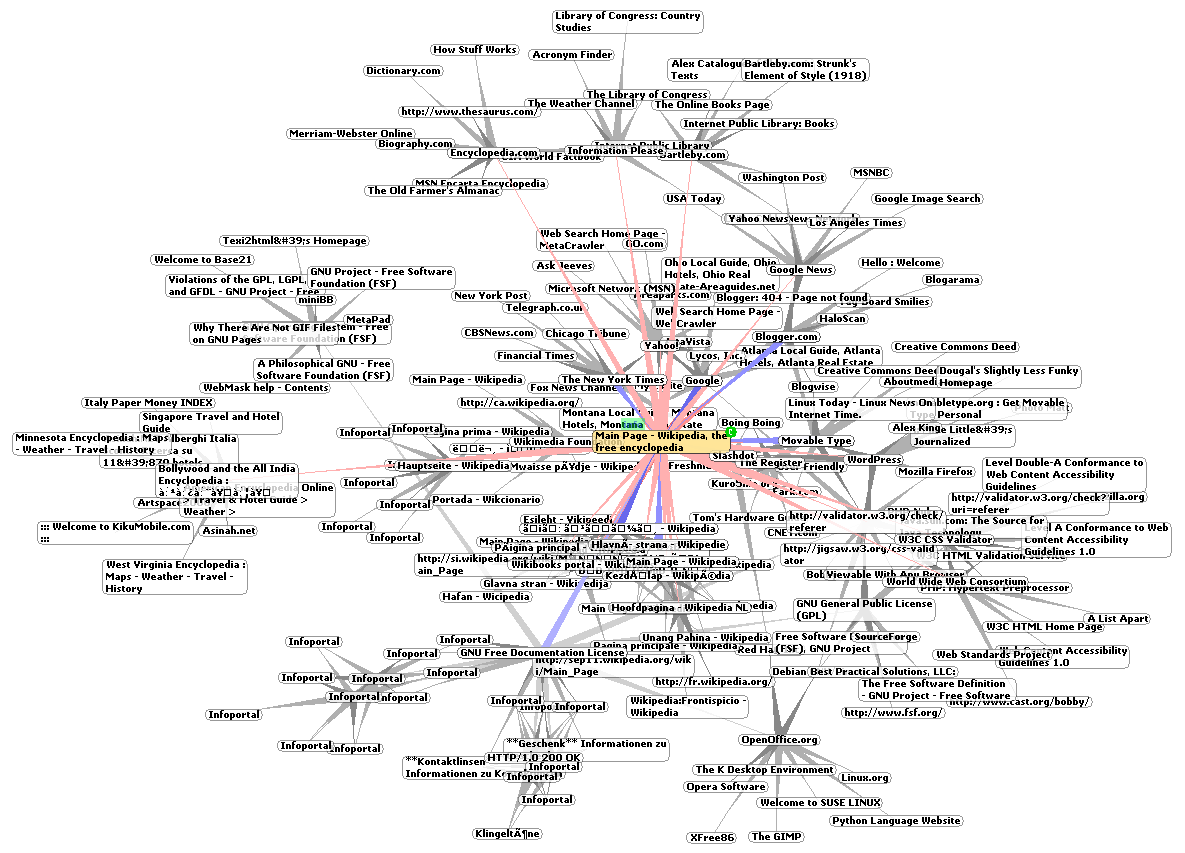
Representació gràfica del World Wide Web al voltant de la Viquipèdia

El WWW (acrònim anglès de World Wide Web, Xarxa d'abast mundial) o web és una xarxa de pàgines escrites en hipertext mitjançant el llenguatge de marcatge HTML i connectades entre si mitjançant vincles, de manera que formin un sol cos de coneixement pel qual es pot navegar fàcilment. Per accedir-hi és indispensable un navegador web. Va ser creada per Tim Berners-Lee quan treballava al CERN de Ginebra, Suïssa. Ell mateix dirigeix el W3C, l'organisme encarregat de mantenir-ne el funcionament.
El web es basa en tres estàndards per funcionar: l'Uniform Resource Locator (URL), que s'encarrega de donar una adreça única per tal de localitzar cada pàgina; l'Hyper Text Transfer Protocol (HTTP), que especifica la manera com s'enviarà i es rebrà la informació entre el navegador i el servidor; i l'Hyper Text Markup Language (HTML), un mètode per especificar com s'ha de veure aquesta informació al navegador. Acompanyen a l'HTML el CSS, per definir aspectes de disseny, i el JavaScript per fer petites programacions dins la pàgina web.
En català, quan es parla de "web" en masculí es fa referència al sistema web o bé a un lloc web, però quan es parla de "web" en femení es fa referència a només una de les pàgines web del sistema.

## Història

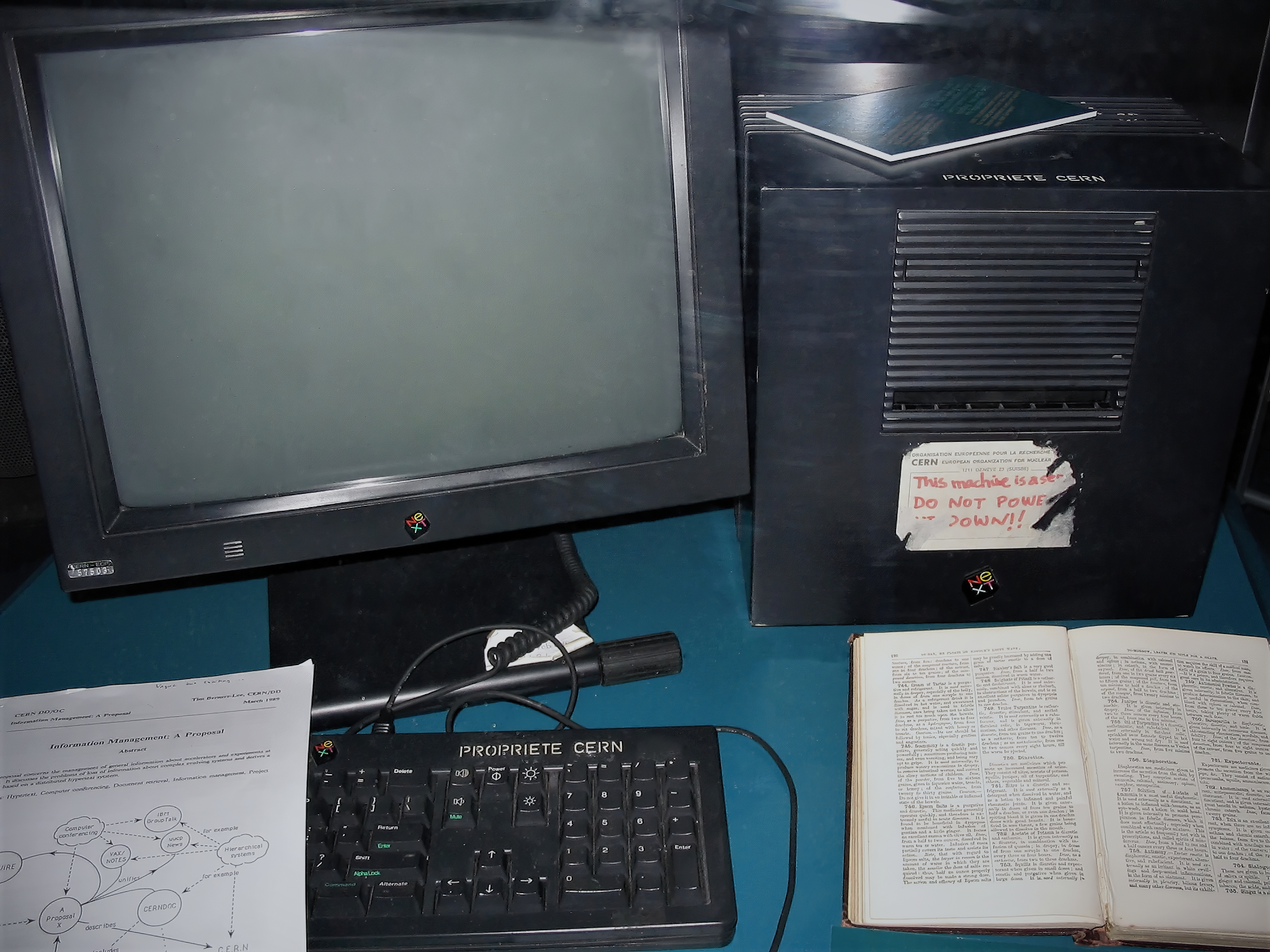
Ordinador NeXTcube utilitzat per Berners-Lee com a primer servidor web.

El 13 de març del 1989, Tim Berners-Lee, que treballava al CERN de Ginebra des del 1984 en temes d'adquisició i tractament de dades, va proposar un sistema d'hipertext organitzat en web per tal de millorar l'intercanvi d'informació entre els seus investigadors (Information Management: A Proposal) basat en un projecte anomenat ENQUIRE que havia fet el 1980. Amb l'ajuda de Robert Cailliau, el 12 de novembre del 1990 va publicar una proposta més formal per construir un sistema hipertext anomenat WorldWideWeb com una web de documents d'hipertext per a ser visualitzats a través d'un navegador web utilitzant una arquitectura client-servidor. Aquesta proposta considerava una xarxa de només lectura que es desenvoluparia en uns tres mesos i que es necessitarien sis mesos per aconseguir "la creació de nous vincles i nous materials pels lectors, [de manera que] l'autoria esdevindria universal", així com "la notificació automàtica als lectors quan hi hagi disponible nou material del seu interès".
El model de la proposta havia estat construït utilitzant DynaText, un lector de documents SGML creat per Electronic Book Technology, una spin-off de l'Institute for Research in Information and Scholarship de la Universitat de Brown (Providence, Rhode Island). El sistema DynaText, del que el CERN n'havia adquirit llicències, era tècnicament avançat i va tenir un paper clau en l'ampliació del SGML ISO 8879:1986 a Hypermedia dins de HyTime (ISO 10744:1992), però va ser considerat massa car i tenia una política de llicències inadequada per al seu ús per la comunitat dels físics de partícules altes energies, amb una taxa per cada document i cada modificació.
Un ordinador NeXTcube va ser utilitzat el 1990 per Berners-Lee com el primer servidor web i també per escriure el primer navegador web, el WorldWideWeb (més tard rebatejat com a Nexus per evitar confusions). En el Nadal del 1990, Berners-Lee havia creat totes les eines necessàries per a un sistema web funcional: el navegador web (que també era un editor web), el primer servidor web i les primeres pàgines web, que descrivien el mateix projecte. El 6 d'agost del 1991 va publicar un breu resum del projecte World Wide Web al grup de discussió (newsgroup) alt.hypertext d'Usenet. Aquesta data també va marcar el debut de la Web com un servei a disposició del públic a Internet, tot i que els primers nous usuaris realment s'hi van connectar uns dies més tard, a partir del 23 d'agost (dia que ara es coneix com el dia de l'internauta).
El concepte fonamental subjacent de l'hipertext es va originar en projectes més antics de la dècada del 1960, com per exemple el Hypertext Editing System (HES) o Sistema d'edició d'hipertext de la Universitat de Brown, el Projecte Xanadu de Ted Nelson o el sistema NLS (oN-Line System) de Douglas Engelbart. Abans de tot això, el 1945, Vannevar Bush havia descrit a l'assaig "As We May Think" un dispositiu anomenat "Memex", que va imaginar en forma de Microfilm personal per emmagatzemar llibres, enciclopèdies, etc. Douglas Engelbart es va inspirar en aquest escrit per crear el concepte d'hipervincle.
L'avanç de Berners-Lee va consistir a incorporar l'hipertext a Internet. En el seu llibre Weaving The Web (Teixint el web), explica que ell havia suggerit repetidament que la unió entre les dues tecnologies era possible per als tècnics d'ambdues, però atès que ningú va acceptar la seva invitació finalment es va decidir a desenvolupar el seu propi projecte. Durant el procés va desenvolupar un sistema d'identificadors globals únics per als recursos en el sistema web i en altres llocs: el Universal Document Identifier (UDI) o Identificador Universal de Documents, que més tard seria conegut com a Uniform Resource Locator (URL) o localitzador uniforme de recursos i l'Uniform Resource Identifier (URI) o identificador uniforme de recursos; el llenguatge d'edició i publicació l'Hyper Text Markup Language (HTML) o llenguatge de marcat d'hipertext, i el protocol de transferència d'hipertext (HTTP de l'anglès HyperText Transfer Protocol).
El World Wide Web tenia algunes diferències respecte a altres sistemes d'hipertext que existien a l'època. El Web només requereix enllaços unidireccionals en comptes dels bidireccionals i això feia possible enllaçar un altre recurs sense necessitat de cap acció per part del propietari d'aquest recurs. En comparació amb els sistemes anteriors també es va reduir significativament la dificultat d'implementar servidors web i navegadors, però al seu torn presentava el problema crònic del link rot o enllaç trencat (Enllaços que apunten a pàgines que ja no existeixen). A diferència de predecessors com l'HyperCard, el World Wide Web no era un programari privatiu, el que permetia el desenvolupament de servidors i clients de manera independent a més d'afegir extensions sense restriccions de llicència.
El 30 d'abril del 1993, el CERN va anunciar que el World Wide Web seria de domini públic, lliure per a tothom sense necessitat de pagar cap mena de dret. Dos mesos abans la Universitat de Minnesota va anunciar que el protocol Gopher deixava de ser lliure i calia pagar per la seva utilització, això va provocar un moviment de canvi vers el web en detriment del Gopher. Un dels primers navegadors que va assolir gran popularitat va ser el ViolaWWW, que es basava en l'HyperCard.
Els estudiosos estan d'acord que va haver-hi un punt d'inflexió en la història del World Wide Web el 1993 amb l'aparició d'un navegador web anomenat Mosaic, un navegador gràfic desenvolupat per un equip del National Center for Supercomputing Applications (Centre Nacional per a Aplicacions de Supercomputació) de la Universitat d'Illinois (NCSA-UIUC) dirigit per Marc Andreessen. El finançament per al mosaic va arribar de la High-Performance Computing and Communications Initiative, un programa de finançament iniciat gràcies a la llei dels Estats Units coneguda com a High Performance Computing and Communication Act of 1991, promoguda pel llavors senador Al Gore. Abans del llançament del Mosaic, no era habitual barrejar els gràfics amb el text en les pàgines web i la popularitat del web era menor que la d'altres protocols utilitzats a Internet en aquella època, com per exemple el Gopher o el WAIS (Wide area information server o servidor d'informació d'àrea extensa). La interfície gràfica d'usuari del Mosaic va permetre al Web arribar a ser, amb molta diferència, el protocol d'Internet més popular.
El World Wide Web Consortium (W3C) va ser fundat per Tim Berners-Lee l'octubre del 1994 després d'abandonar l'Organització Europea per a la Recerca Nuclear (CERN). Aquest organisme i el seu lloc web van ser fundats al Laboratori de Ciències de la Computació del Massachusetts Institute of Technology (Institut Tecnològic de Massachusetts) (MIT/LCS) amb el suport de l'Agència d'Investigacions de Projectes Avançats de Defensa (DARPA de l'anglès Defense Advanced Research Projects Agency), que va ser pionera a Internet; un any més tard es va fundar l'Institut national de recherche en informatique et en automatique o INRIA (un laboratori francès d'investigació informàtica) amb el suport de la Direcció General de la Societat de la Informació i els Mitjans de Comunicació de la Comissió Europea; i el 1996 es va crear un tercer organisme al Japó, a la Universitat de Keio. A finals del 1994, tot i que el nombre total de llocs web seguia essent ínfim en comparació amb les xifres actuals, ja hi havia un bon nombre de webs notables en funcionament, molts dels quals són els precursors o van servir d'inspiració per als serveis més populars de l'actualitat.
Arreu del món es van anar creant d'altres llocs web connectats a través d'internet, afegint les normes internacionals per als noms dels dominis i el llenguatge HTML. Des d'aleshores Berners-Lee ha tingut un paper actiu en l'orientació del desenvolupament d'estàndards web (com el llenguatge de marques en què s'escriuen les pàgines web), i en els darrers anys ha promogut la seva visió de web semàntic. La World Wide Web ha permès la difusió d'informació a través d'Internet a través d'un format flexible i fàcil d'utilitzar, jugant un paper important en la popularització de la utilització d'Internet. Malgrat que en el llenguatge popular els dos termes es confonen, el World Wide Web no és un sinònim d'Internet, sinó que el web és un programari, un servei, construït sobre Internet.
El 2017 entre els esforços en col·laboració de l'Europol, la CIA, la DEA i la Policia dels Països Baixos van aconseguir que caigueren dos llocs web pertanyents a la web profunda: AlphaBay i Hansa.

## Funcionament
Tot i que avui dia els termes Internet i World Wide Web són d'ús freqüent en la parla quotidiana com a sinònims, no són la mateixa cosa. Internet és un sistema global de xarxes d'ordinadors interconnectats. Per contra, el Web és un dels serveis que s'executa sobre la xarxa d'Internet. És una col·lecció de documents interconnectats i d'altres recursos, units per hipervincles i adreces Uniform Resource Locator. En resum, el Web és un programari que funciona sobre Internet.
La visualització d'una pàgina web normalment comença quan l'usuari introdueix a través del teclat un URL al navegador web o bé quan segueix un hiperenllaç vers aquella pàgina o recurs. A continuació el navegador web inicia una sèrie de processos intercanviant missatges no visibles per tal d'aconseguir la pàgina i mostrar-la. En primer lloc, la part de l'URL que conté el nom del servidor que conté la pàgina del servidor es tradueix a una adreça IP mitjançant la utilització d'una base de dades distribuïda globalment que conté les equivalències domini - adreça IP i que rep el nom de DNS. Aquesta adreça IP és necessària per a poder contactar amb el servidor al qual s'ha d'enviar la consulta. Després el navegador web demana el recurs enviant una petició HTTP al servidor web. En el cas d'una pàgina web típica es demana el text HTML de la pàgina i aquest és interpretat immediatament pel navegador en un procés d'anàlisi (parsing en anglès) i a continuació, quan el navegador ja sap quins recursos addicionals necessitarà per mostrar la pàgina sencera, torna a fer una consulta HTTP demanant les imatges i altres recursos que formin part de la pàgina (arxius css, javascript, applets java, etc.). Les estadístiques que mesuren la popularitat d'un lloc web es basen en general en el nombre de pàgines visitades o peticions de fitxers (hits en anglès) que es fan a un servidor web.
Durant la recepció d'aquests arxius des del servidor web, els navegadors poden renderitzar progressivament la pàgina a la pantalla tal com s'especifica en el seu codi HTML, Cascading Style Sheets (CSS), o altres llenguatges de pàgines web. Les imatges i altres recursos s'incorporen per a reproduir la pàgina web sobre la pantalla que veu l'usuari. La majoria de les pàgines web contenen enllaços a altres pàgines relacionades i de vegades vers arxius descarregables, documents font, definicions i d'altres recursos web. Aquesta col·lecció de recursos útils interrelacionats i interconnectats a través d'enllaços d'hipertext rep el nom d'informació web. La primera publicació a Internet el novembre de 1990 va crear el que Tim Berners-Lee va anomenar WorldWideWeb en la seva forma original utilitzant CamelCase i que va ser descartada posteriorment.

### Enllaços web
Amb el temps, molts dels recursos web als quals apunten els hipervincles o enllaços desapareixen, canvien de lloc o són substituïts per continguts diferents. Això provoca l'obsolescència dels enllaços, un fenomen que es coneix com a enllaços trencats. La naturalesa efímera de les pàgines web ha comportat molts esforços per a arxivar els llocs web. L'Internet Archive o Arxiu d'Internet, en actiu des de 1996, és un dels projectes més coneguts dedicats a la conservació de continguts digitals a Internet.

### Actualització dinàmica de pàgines web
JavaScript és un llenguatge script que va ser desenvolupat en primera instància el 1995 per Brendan Eich i després per Netscape i que és utilitzat en les pàgines web. La seva versió estandarditzada és el llenguatge ECMAScript. Per tal de superar algunes de les limitacions del model de pàgines descrit més amunt, algunes aplicacions web també utilitzen Ajax (Asynchronous Javascript And Xml o JavaScript i XML asíncrons). El codi JavaScript es lliura amb la pàgina i permet fer més peticions HTTP al servidor, ja sigui en resposta a accions de l'usuari, com ara clics del ratolí o basant-se en un lapse de temps. Les respostes del servidor s'utilitzen per modificar la pàgina actual en comptes de crear una nova pàgina amb cada resposta. D'aquesta manera el servidor només ha de proporcionar una quantitat limitada d'informació i de manera gradual. Atès que és possible gestionar múltiples peticions Ajax al mateix temps, els usuaris poden interaccionar amb una pàgina, fins i tot mentre s'estiguin rebent dades. Algunes aplicacions web sondegen de manera regular el servidor (polling) per preguntar si hi ha nova informació disponible.

### El prefix www
Molts noms de domini utilitzats a la xarxa World Wide Web comencen amb www a causa de la pràctica habitual d'anomenar els servidors d'Internet segons els serveis que proporcionen. El [nom de host per a un servidor web és sovint www, de la mateixa manera que pot ser ftp per a servidor FTP o news o nntp per a un servidor de notícies Usenet. Aquests noms de host apareixen com un subdomini dins del sistema de noms DNS, per exemple www.exemple.cat. La utilització de "www" com a nom del subdomini no és obligatòria, no hi ha cap norma tècnica o política que ho indiqui, i de fet, el primer servidor web va ser anomenar nxoc01.cern.ch, i hi ha molts llocs web que no l'utilitzen. Tanmateix molts llocs web utilitzen el prefix "www" o d'altres noms alternatius com per exemple el subdomini www2, secure, etc. Molts servidors web estan configurats de tal manera que tant el domini arrel (exemple.cat) com el subdomini "www (www.exemple.cat) es refereixen al mateix lloc, mentre que d'altres requereixen una de les dues formes de manera específica o poden referir-se a diferents llocs web.
L'ús d'un nom de subdomini és útil per al balanceig de càrrega del trànsit web entrant mitjançant la creació d'un registre CNAME que apunta a un clúster de servidors web. Atès que, actualment, només un subdomini pot ser un nom canònic (CNAME) el mateix resultat no es pot aconseguir mitjançant el nom del domini sense prefix.
Quan un usuari introdueix una adreça incompleta d'una pàgina web a un navegador web, segons el navegador web intentarà de manera automàtica afegir el prefix "www" al principi de la mateixa i possiblement ".com", ".org", ".net" o . cat al final, depenent del que pugui mancar. Per exemple, si introduïm 'omnium' el navegador ho transformarà a{{format ref}} http://www.omnium.cat/ i 'debian' serà transformat en {{format ref}} http://www.debian.org. Aquesta funcionalitat va aparèixer a les primeres versions de Mozilla Firefox, a principis del 2003 quan encara era conegut com a Firebird. S'ha informat que Microsoft va registrar una patent als EUA per la mateixa idea el 2008, però només per als dispositius mòbils.
L'especificador d'esquema ({{format ref}} http:// o {{format ref}} https://) d'una adreça o URI es refereix al protocol de transferència d'hipertext i al HTTP segur, respectivament, definint el protocol de comunicació que s'utilitzarà per a les peticions i les respostes. El protocol HTTP és fonamental per al funcionament de la xarxa World Wide Web, i el xifrat HTTPS (Hypertext Transfer Protocol sobre Secure Sockets Layer) afegeix una capa essencial perquè la informació confidencial, com les contrasenyes o la informació bancària, s'intercanviï de manera segura a través d'Internet (que és una xarxa pública). navegadors web també acostumen a anteposar aquesta informació a les adreces URL si s'omet.

## Publicar al web
Hi ha diverses opcions per fer-se visible a la World Wide Web. La més senzilla són els blocs (blog en anglès), una mena de diaris personals que s'actualitzen periòdicament en forma de notícies.
També hi ha els sistemes gestors de continguts (CMS), que permeten crear webs prou complexes (amb llenguatge php, javascript) amb uns mínims coneixements d'informàtica. Això ha acostat el web a creacions que abans només les podien fer professionals.
Finalment, es poden publicar pàgines web directament. Registrant un domini, pagant allotjament web a un servidor, i pujant la pàgina web mitjançant FTP. Normalment aquesta opció és la més complexa.

## Estadístiques
Segons un estudi del 2001, hi havia més de 550 mil milions de documents a la web, principalment a la "web invisible" o web profunda. Una recerca del 2002 sobre 2024 milions de pàgines web va determinar que l'idioma dels continguts web era l'anglès en un 56,4 %, alemany en un 7,7 %, francès (5,6 %) i japonès (4,9 %). Un estudi del gener de 2005, va determinar mitjançant cerques web en 75 llengües diferents que el nombre de documents web ja ascendia a 11.500 milions. A principis del 2008 la web indexada conté, almenys, 45.000 milions de pàgines.
El març de 2008 hi havia al voltant de 100,1 milions de llocs web operant a Internet, xifra que va arribar als 216 milions un any després, fet que prova la velocitat d'implantació de les WWW. D'aquests, un 74 % són comercials o altres llocs operant en el domini genèric .com.

## Cercar al web
El web conté milions i milions de pàgines distribuïdes en milions de webs, i per a cercar la informació que es necessita en cada moment, principalment s'usen dues tècniques diferents;
- El cercador web, en el qual s'introdueixen una o diverses paraules clau (termes de cerca) en un formulari i el cercador retorna les pàgines que hi coincideixen. Exemples en són Google o Yahoo!. Hi ha cercadors específics per àrees temàtiques, d'altres que s'insereixen i busquen només en un lloc web concret. Els motors semàntics, en desenvolupament, actuen a partir de preguntes o frases complexes i no únicament termes clau o etiquetes.

- El directori web, que conté una llista de pàgines web, organitzades jeràrquicament per categories. N'és un exemple el Projecte de Directori Obert.

Saber localitzar i avaluar la informació del web forma part de la competència digital i suposa no solament saber accedir a les pàgines interessants (per exemple discriminar quines paraules clau seran més beneficioses, moure's pels diferents enllaços i usar el recurs adequat en cada moment) sinó destriar les dades correctes de les incorrectes.

## Pronúncia de "www"
La pronúncia en català és "ueb-ueb-ueb".

## Estàndards Web
Alguns estàndards de la www són:
- L'Identificador de Recurs Uniforme (URI), que és un sistema universal per a referenciar recursos a la Web.
- El Protocol de Transferència d'Hipertext (HTTP), que especifica com es comuniquen el navegador i el servidor entre ells.
- El Llenguatge de Marcat d'Hipertext (HTML), utilitzat per a definir l'estructura i contingut de documents d'hipertext.
- El Llenguatge de Marcat Extensible (XML), utilitzat per a descriure l'estructura dels documents de text.

Berners Lee dirigeix des de 2007 el World Wide Web Consortium (W3C), el qual desenvolupa i manté aquests i altres estàndards que permeten als ordinadors de la Web emmagatzemar i comunicar efectivament diferents formes d'informació.

## Riscos
Internet s'associa a determinats usos si se'n fa un mal ús, fet que ha creat desconfiança cap al mitjà entre determinats sectors. El primer risc està relacionat amb la privacitat: la facilitat de penjar continguts, la quantitat d'informació i les institucions que treballen en xarxa fan que dades personals puguin estar a l'abast d'altres individus. El phishing bancari, la sostracció de comptes de correu electrònic, la divulgació de secrets a través de fòrums o xarxes socials (només el 20 % dels usuaris de Facebook es protegeix, per exemple) i l'spam o publicitat no desitjada que envaeix la intimitat són alguns dels problemes de privadesa poden aparèixer.
El segon risc té a veure amb la seguretat del mateix contingut de l'ordinador connectat: es pot sostreure informació (hacking) o ser esborrada a causa dels virus que es difonen ràpidament a través de pàgines web i descàrregues.
Finalment, s'han aixecat veus crítiques pel que fa als joves, que poden trobar contingut inapropiat, establir contactes potencialment perillosos (com les xarxes de pederàstia) o desenvolupar addiccions als videojocs i a la navegació, perdent hores de lleure i estudis. Part de les lleis sobre el WWW tenen a veure justament amb la protecció de la infància, permetent la instal·lació de filtres o penalitzant els ciberdelictes.